# Migorybia
Migorybia is een kevergeslacht uit de familie van de boktorren (Cerambycidae). De wetenschappelijke naam van het geslacht werd voor het eerst geldig gepubliceerd in 1985 door Martins.

## Soorten
Migorybia is monotypisch en omvat slechts de volgende soort:
- Migorybia miranda Martins, 1985